# Kristan (Vorname)
Kristan ist ein männlicher und weiblicher Vorname skandinavischer Herkunft.

## Herkunft und Bedeutung
Kristan ist ein Variante des Namens Christian.
Der Name Kristan war nach Berichten in der Stadt Mühlhausen im Mittelalter ein sehr verbreiteter Vorname, wo teilweise ganze Familien den Namen trugen.

## Namensträger

### Männliche Namensträger
- Kristan von Mühlhausen, († 1295), Bischof von Samland
- Kristan Bromley (* 1972), britischer Skeletonfahrer
- Kristan Schneider (* 1981), österreichischer Mathematiker

### Weibliche Namensträgerinnen
- Kristan Hawkins, US-amerikanische Pro-Life Aktivistin und Vorsitzende von Students for Life America